# 沃尔夫拉姆斯-埃申巴赫
沃尔夫拉姆斯-埃申巴赫（德語：Wolframs-Eschenbach，發音：[ˈvɔlfʁams ˈɛʃn̩bax] ⓘ）是德国巴伐利亚州中弗兰肯行政区安斯巴赫县的城市，面积25.47平方千米，2023年12月31日人口为3,221人。